# 那須重信
那須 重信（なす しげのぶ、1939年1月22日 - ）は、元信越放送のアナウンサー。

## 略歴・人物
1939年（昭和14年）長野県北安曇郡池田町出身。1958年（昭和33年）長野県松本県ヶ丘高校 卒業。
1962年（昭和37年）日本大学卒業
。
1963年（昭和38年）信越放送入社。エグゼクティブアナウンサー、アナウンス部長。主に SBCニュースワイドのキャスター、SBC制作番組のナレーションを務める。
2000年（平成12年）信越放送定年退職。
以降、NHK文化センター松本・長野県カルチャーセンター講師を務める。

## 出演番組

### テレビ
- テレビ県民室[1]
- SBCニュースワイド（キャスター・1989年10月 - 1991年3月）
- SBCスペシャル　さまようゴミ　～ある不法投棄からの検証～（ナレーター・2000年）
- 交通安全「やさしさを心に」（1987年）
- 赤の他人はなかりけり庶民俳人　一茶の句から（ナレーター・1996年）
- 裁きのはてに　BC級戦犯・遺された者たちの今 （ナレーター・1996年）

### ラジオ
- ラジオジャーナル[1]
- ときめきワイド!午後はおまかせ[1]

## 番組と受賞歴
- 「SBCスペシャル　さまようゴミ　～ある不法投棄からの検証～」で日本民間放送連盟賞（第48回報道番組部門優秀）、「地方の時代」映像祭2000優秀賞、ギャラクシー賞（第37回優秀賞）受賞[6]
- 「交通安全　やさしさを心に」で「第27回地域ラジオCM部門ACC賞」受賞　1987年[7]
- 「裁きのはてに　BC級戦犯・遺された者たちの今」で「地方の時代　映像祭1991平和賞」、「ギャラクシー賞（第29回奨励賞）」受賞　1991年[8]